# Batalla de la Puerta de Trajano
La batalla de la Puerta de Trajano (en búlgaro: Битка край Траянови врати; en griego: Μάχη στις Πύλες του Τραϊανού) fue un enfrentamiento entre los ejércitos bizantinos y búlgaros en el año 986. Tuvo lugar en el paso del mismo nombre, en la moderna Vrata Trayanovi, en la Provincia de Sofía, Bulgaria. Fue la mayor derrota de los bizantinos, dirigidos por el emperador Basilio II. Después del infructuoso asedio de Sofía tuvo que retirarse a Tracia, pero el ejército búlgaro bajo el mando de Samuel rodeó a los bizantinos en las montañas de Sredna Gora. El ejército bizantino fue aniquilado y Basilio II escapó a duras penas.
Quince años después de la caída de la capital búlgara Preslav, la victoria en la Puerta de Trajano fortaleció los éxitos búlgaros logrados desde 976. En la guerra constante con el Imperio bizantino, el Primer Imperio búlgaro sobrevivió durante varias décadas y su capital fue trasladada de Preslav en el noreste a Ohrid en el suroeste. La memoria de la gran victoria sobre Basilio II fue preservado treinta años después en la inscripción de Bitola de Iván Vladislav (1015-1018), el hijo de Aarón.

## Orígenes del conflicto

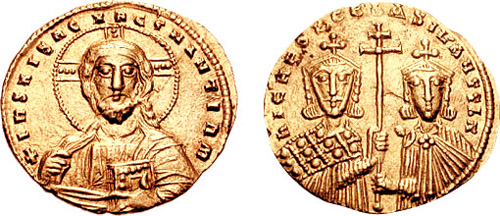
Basilio II y su padrastro, el emperador Nicéforo II.

## La batalla

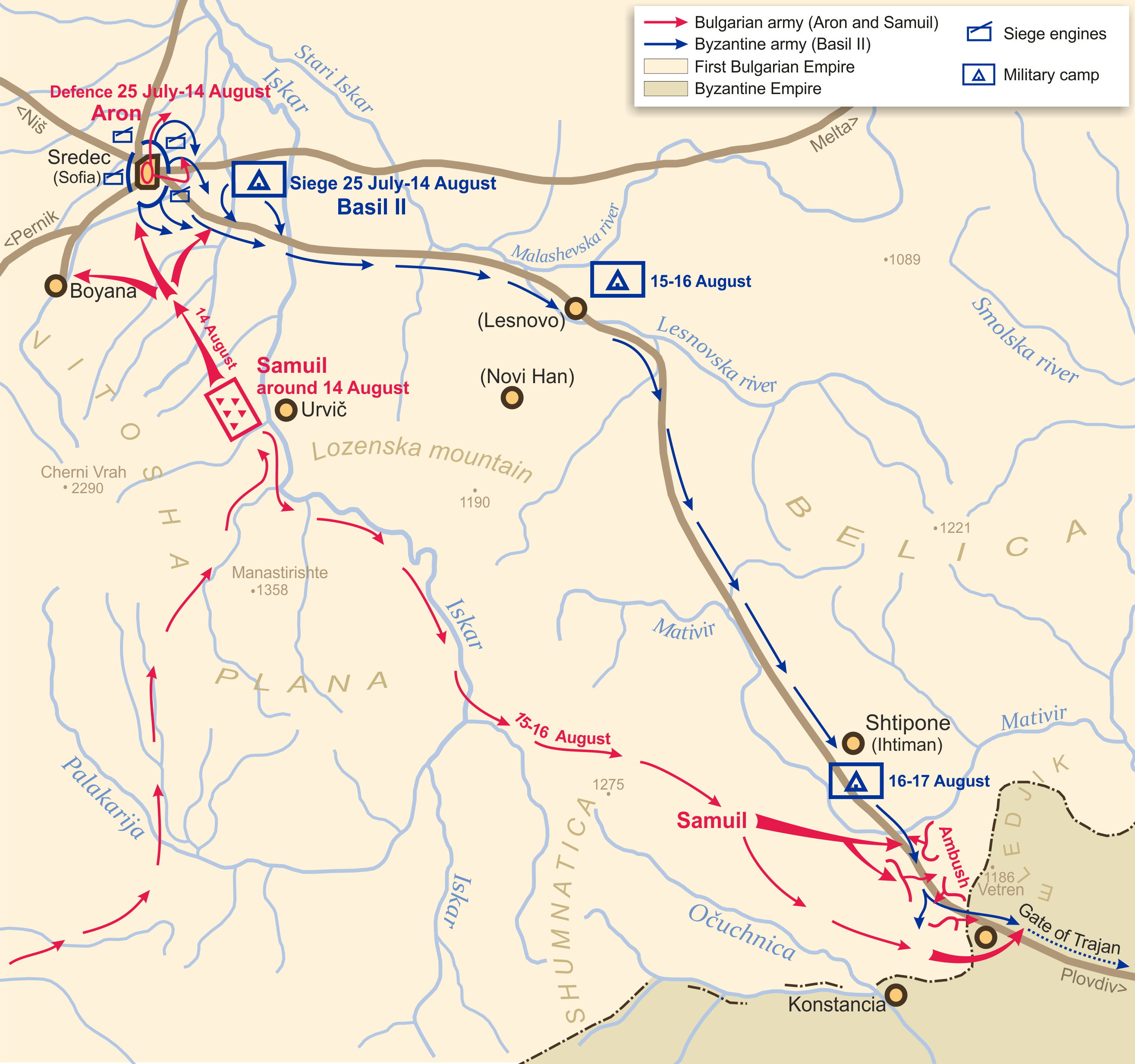
Descripción de la batalla.

## Consecuencias

Bulgaria en los años después de la batalla.